# Ruterdam
Ruterdam är ett kortspel som spelas med insatser och i vilket upp till tio spelare kan delta. Kortet ruter dam har en speciell funktion i spelet i egenskap av stoppkort: så fort detta kort dyker upp avbryts spelet.
Spelarna får i given tre kort var, med baksidan uppåt, och vänder sedan i tur och ordning upp ett kort i taget. När alla kort är uppvända vinner den spelare som har det högsta kortet innehållet i potten, om inte spelet har avbrutits för att stoppkortet har vänts upp. I så fall vinner ingen potten, utan den står kvar till nästa giv och spelarna måste göra nya insatser.
Ett viktigt inslag i spelet är att spelarna får köpa kort av varandra eller sälja kort under hela tiden spelet pågår. Antalet osedda kort och pottens storlek är viktiga faktorer som deltagarna bör ta i beräkningen vid detta köpslående.

## Variant
I den variant av spelet som går under namnet auktion (en benämning som också används om flera andra kortspel) är ruter dam inte ständigt stoppkort. I stället låter man ett kort som dras ur en annan kortlek ange vilket kort som ska gälla som stoppkort i den aktuella given.